# Balsam Lake Provincial Park
Balsam Lake Provincial Park är en park i Kanada.   Den ligger i provinsen Ontario, i den sydöstra delen av landet, 270 km väster om huvudstaden Ottawa. Balsam Lake Provincial Park ligger 280 meter över havet. Den ligger vid sjön Balsam Lake.
Terrängen runt Balsam Lake Provincial Park är platt. Runt Balsam Lake Provincial Park är det glesbefolkat, med 16 invånare per kvadratkilometer.. Närmaste större samhälle är Coboconk, 6,0 km nordost om Balsam Lake Provincial Park. 